# Mariano Alejo Álvarez
Mariano Alejo Álvarez Vera (Arequipa, 17 de julio de 1781-Lima, 15 de febrero de 1855), fue un abogado, magistrado y político peruano. Precursor ideológico de la Independencia del Perú, escribió un Discurso sobre la preferencia que deben tener los americanos en los empleos de América, que debió leer ante el Colegio de Abogados de Lima en 1811, pero fue  impedido de hacerlo, aunque dicho documento circuló clandestinamente, hasta que fue publicado en 1820. Se trata de un alegato vibrante y erudito donde reclamaba dar preferencia a los americanos o criollos en el desempeño de los puestos públicos. Proclamada la independencia e instalada la República, sirvió a su patria en diversos cargos públicos. Fue presidente de la Cámara de Diputados en 1828; ministro de Relaciones Exteriores en 1829; vocal y presidente de la Corte Suprema de Justicia en dos períodos: 1834-35 y 1845-47.

## Biografía
Hijo de Blas Álvarez y María Ignacia Vera. En su niñez pasó a Chuquisaca, en el Alto Perú, donde estudió en el Real Colegio de San Juan Bautista y se graduó de doctor en Teología el 1 de diciembre de 1800. En la Universidad Mayor, Real y Pontificia de San Francisco Xavier de Chuquisaca se graduó de bachiller en Derecho Civil y Canónico, recibiéndose de abogado ante la Real Audiencia de Charcas el 9 de julio de 1806.
Se consagró a su profesión e influenciado por las ideas liberales, se relacionó con los líderes de la revolución de Chuquisaca de 25 de mayo de 1809, entre ellos el maestro universitario José Antonio Medina. Pero fracasado dicho movimiento, regresó a Lima.
Para lograr su incorporación al ilustre Colegio de Abogados de Lima, en 1811 redactó un alegato en defensa del derecho que tenían los americanos de obtener puestos en la administración pública de manera preferente. Pero el decano, Manuel Herrera y Sentmanat, impidió la lectura del documento y dispuso su archivamiento. No obstante, el folleto circuló de manera clandestina y Álvarez se convirtió así en un precursor ideológico de la Independencia. No fue publicado sino hasta 1820.
Instaurado el Protectorado de San Martín en 1821, fue nombrado fiscal de la Alta Cámara de Justicia, que le designó para que integrara la comisión encargada de redactar el proyecto de la primera Constitución Política del Perú. El 12 de diciembre de 1821 fue asociado a la Orden del Sol. El 10 de enero de 1822 fue admitido en la Sociedad Patriótica, en cuyo seno se discutieron temas importantes, como la forma del gobierno que debería adoptarse.
Antes de su retiro del país, San Martín le dio poder para que lo representara en el Perú y en cumplimiento de ello, tiempo después gestionó ante el gobierno de Ramón Castilla el pago de las pensiones debidas al Libertador.
En 1825, en plena dictadura de Bolívar, fue nombrado vocal de la Corte Superior de Lima. También ejerció como auditor de guerra. El 10 de octubre de 1825 se le otorgó la medalla cívica con el busto del Libertador.
Fue uno de los sesenta y cinco diputados elegidos en 1825 por los Colegios Electorales y ratificados por la Corte Suprema, que fueron convocados para aprobar la Constitución Vitalicia del dictador Simón Bolívar. Sin embargo, un grupo mayoritario de esos parlamentarios (cincuenta y dos) decidió no asumir sus funciones y pidió aplazar la convocatoria del Congreso hasta el año siguiente. Álvarez, que era representante de Lima, se hallaba en la restante minoría que se opuso a los planes vitalicios de Bolívar, en la que también estaban los clérigos liberales Francisco Xavier de Luna Pizarro y Francisco de Paula González Vigil. Para alejarlo del país, fue nombrado ministro plenipotenciario en Chile, cargo que ejerció de agosto de 1826 a abril de 1827. De vuelta en el Perú, fue elegido diputado por Lima ante el Congreso General Constituyente de 1827 a cuya presidencia fue elevado de abril a junio de 1828.
Durante el gobierno provisorio del general Antonio Gutiérrez de la Fuente fue nombrado ministro de Relaciones Exteriores, cargo que ejerció de 7 de junio a 15 de octubre de 1829. En tal calidad, le correspondió dirigir la negociación de paz con la Gran Colombia y logró que el Congreso aprobara dicho arreglo.
Luego, ya en el primer gobierno del general Agustín Gamarra, fue designado ministro plenipotenciario y enviado extraordinario ante el gobierno de Bolivia. Llegó a La Paz el 10 de febrero de 1830. Su misión era negociar la suscripción de tratados de amistad y comercio; también se le encargó que pidiera explicaciones al presidente boliviano Andrés de Santa Cruz sobre su intromisión en la política peruana. Pero tras una serie de altercados con el canciller boliviano, se vio obligado a regresar a Lima, en septiembre del mismo año, sin conseguir ningún acuerdo.
En 1831 asumió como vocal de la Corte Suprema de Justicia, siendo ratificado en la reforma judicial de 1839. Ejerció la presidencia del tribunal supremo de 1834 a 1835 y de 1845 a 1847. Se jubiló en 1852, con una pensión de 4800 pesos anuales y falleció tres años después.

## Publicación

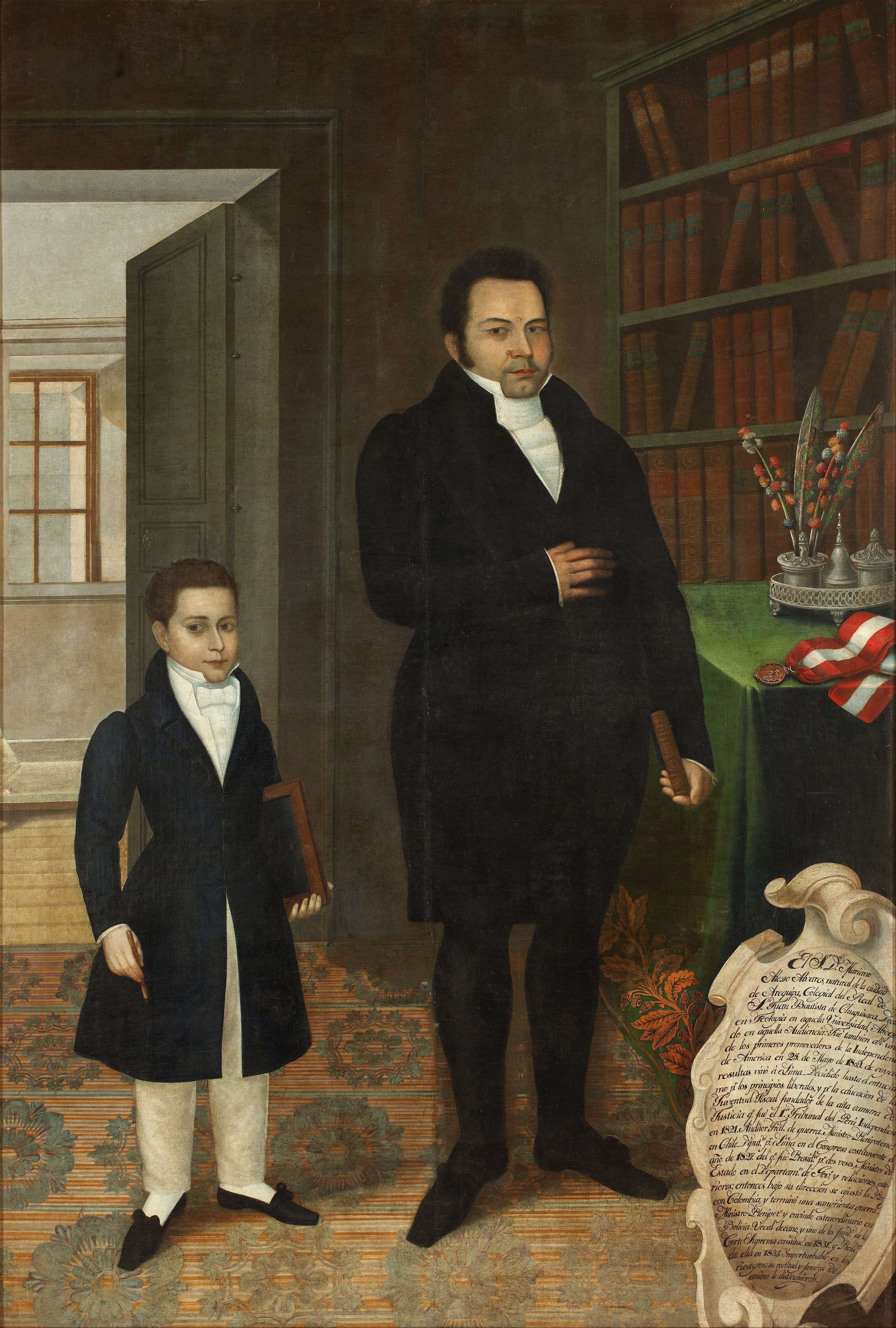
Mariano A. Álvarez y su hijo, según José Gil de Castro

- Discurso sobre la preferencia que deben tener los americanos en los empleos de América (Lima, 1820). Su alegato se apoya en textos de la Biblia, del Derecho romano, de los clásicos; cita a Solórzano, al Derecho canónico. Subraya que los americanos tienen un derecho que viene de naturaleza y otro que se desprende de los servicios y de los méritos.[17]